# Helena Dalli
Helena Dalli   (Żabbar, 29 de setembre de 1962) és una política maltesa, la primera persona comissària per a la Igualtat de la Comissió Europea des de 2019 en el govern presidit per Ursula von der Leyen.
Dalli té un doctorat en sociologia política per la Universitat de Nottingham i ha estat professora de matèries d'economia, política i sociologia a la Universitat de Malta.
És membre del Partit Laborista de Malta i va entrar en el Parlament del seu país el 1997, essent primer ministre Alfred Sant, i des d'aleshores va ser elegida per a totes les següents legislatures. L'any 2019 va deixar el càrrec de ministra d'Igualtat de Malta a petició del president Joseph Muscat, que va proposar-la per a comissària europea.
En la seva carrera política ha destacat per la defensa dels drets humans, especialment pels col·lectius LGBTIQ, i ha aconseguit que Malta sigui un dels països del món on aquests col·lectius tenen més garantits els seus drets.